# Droga wojewódzka nr 770
Droga wojewódzka nr 770 (DW770) – droga wojewódzka w województwie świętokrzyskim o długości 11,08 km, łącząca DW768 w Drożejowicach z DW776 w Krzyżu. Droga przebiega przez powiat kazimierski.

## Miejscowości leżące przy trasie DW770
- Drożejowice
- Krzyż